# Xã Everett, Quận Cass, Missouri
Xã Everett (tiếng Anh: Everett Township) là một xã thuộc quận Cass, tiểu bang Missouri, Hoa Kỳ. Năm 2010, dân số của xã này là 484 người.